# Музей витоків Польської держави

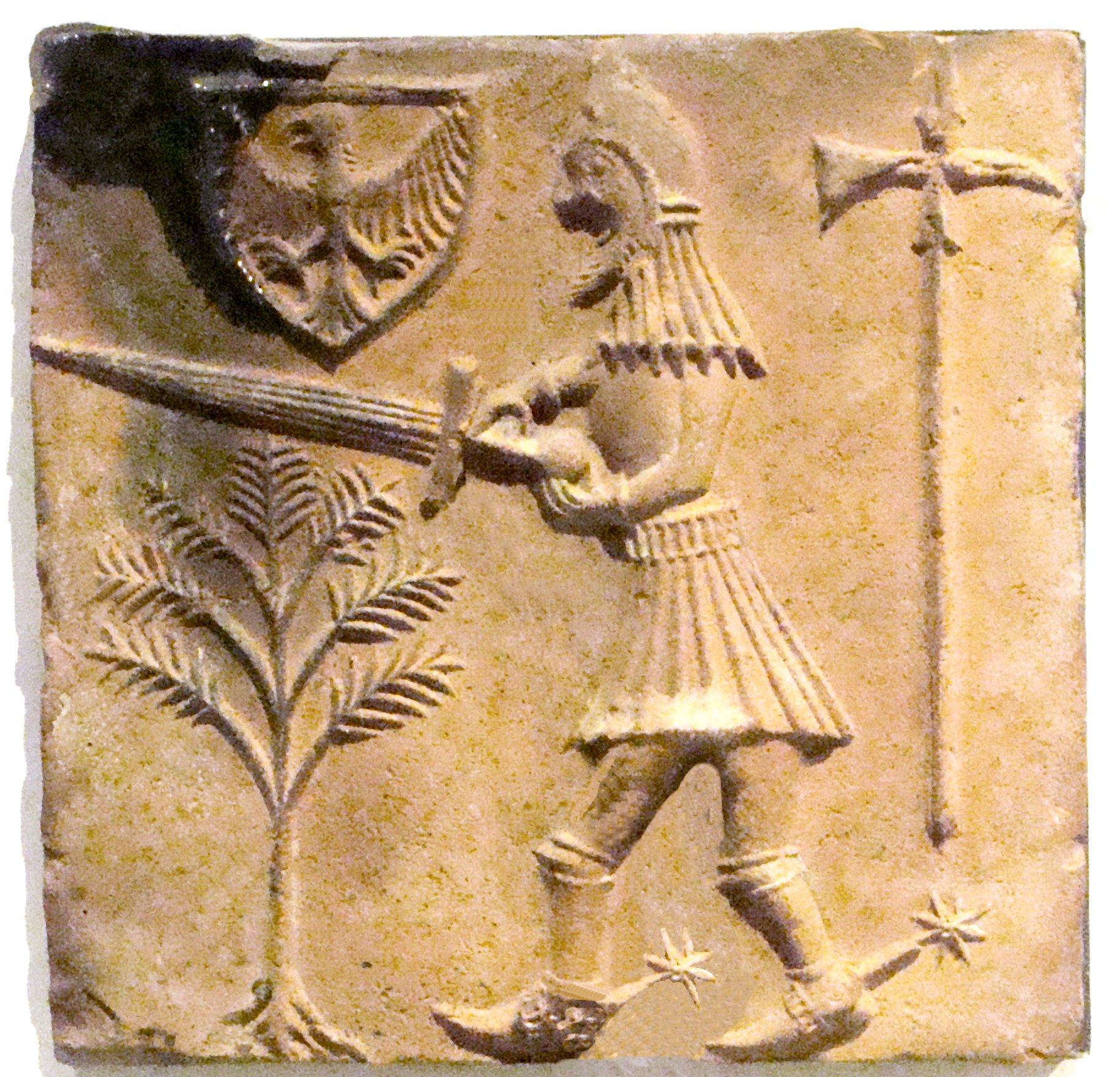
Кам'яний барельєф

Музей витоків Польської держави (пол. Muzeum Początków Państwa Polskiego) — музей, що знаходиться в місті Гнезно  Великопольського воєводства, Польща. Музей занесений до  Державного реєстру музеїв. Знаходиться на вулиці Костшевського, 1.

## Історія
Музей засновано в 1956 р. як відділ  Познанського археологічного музею. У 1973 році музей став самостійним закладом. З 1978 р. музей міститься у сучасній будівлі. З березня 1983 р. став називатися як «Музей витоків Польської держави».

## Діяльність музею
Музей демонструє археологічні артефакти, різні музейні матеріали, пов'язані з історією Гнезно від раннього середньовіччя до сучасного мистецтва. Зібрання музею налічує близько 1700 одиниць зберігання.
У музеї діють постійні виставки:
- Wielkopolska średniowieczna (Середньовічна Велика Польща);
- Gniezno średniowieczne (Середньовічне Гнезно);
- Gniezno nowożytne (Сучасне Гнезно);
- Rzeźba romańska w Polsce (Романська скульптура у Польщі);
- Oręż wieków minionych (Зброя минулих століть);
- Piastów malowane dzieje (Образотворча історія Пястів).

## Ресурси Інтернету
- Офіційна сторінка музею [Архівовано 16 лютого 2015 у Wayback Machine.] (пол.)
- Вікісховище має мультимедійні дані за темою: Музей витоків Польської держави